# Atvars Tribuncovs
Atvars Tribuncovs (* 14. Oktober 1976 in Ogre, Lettische SSR) ist ein ehemaliger lettischer Eishockeyspieler, der seit Dezember 2010 beim HK Homel in der belarussischen Extraliga unter Vertrag steht. 

## Karriere
Atvars Tribuncovs begann seine Karriere als Eishockeyspieler in der Nachwuchsabteilung von Pārdaugava Riga, für dessen zweite Mannschaft er von 1992 bis 1994 in der lettischen Eishockeyliga aktiv war und mit der er in der Saison 1992/93 den lettischen Meistertitel gewann. In der Saison 1994/95 gab der Verteidiger sein Debüt für die Profimannschaft von Pārdaugava in der Internationalen Hockey-Liga, in der er in zwölf Spielen punktlos blieb und acht Strafminuten erhielt. Die Saison 1995/96 verbrachte er beim Stadtnachbarn Juniors Riga in der East European Hockey League. Die Saison 1996/97 überbrückte der Lette bei Stoczniowiec Gdańsk in der polnischen Ekstraliga. Anschließend spielte er in der Saison 1997/98 für den HK Spartak Moskau in der russischen Superliga sowie den finnischen Zweitligisten Hermes Kokkola.
Zur Saison 1998/99 erhielt Tribuncovs einen Vertrag bei Lukko Rauma aus der SM-liiga, in der er in 49 Spielen ein Tor erzielte und zwölf Vorlagen gab. In der Saison 1999/2000 spielte er für die Crocodiles Hamburg in der 2. Bundesliga und bei seiner einzigen Station in Nordamerika während seiner gesamten Laufbahn bei den Tallahassee Tiger Sharks in der East Coast Hockey League, für die er insgesamt vier Mal auf dem Eis stand. In der Saison 2000/01 erzielte der lettische Nationalspieler in 47 Spielen 30 Scorerpunkte, davon neun Tore, für den REV Bremerhaven in der 2. Bundesliga. Damit konnte er sich für einen Vertrag bei den Berlin Capitals aus der Deutschen Eishockey Liga empfehlen. In seiner einzigen DEL-Spielzeit erzielte er 24 Scorerpunkte, davon neun Tore, in insgesamt 65 Spielen. Nachdem sich die Capitals aus finanziellen Gründen aus der DEL zurückziehen mussten, verließ er den Verein 2002 wieder. 
Von 2002 bis 2005 stand Tribuncovs bei Salawat Julajew Ufa in der russischen Superliga unter Vertrag. Dort war er stets eine Stammkraft, ehe er gegen Ende der Saison 2004/05 innerhalb der Superliga zu seinem Ex-Verein HK Spartak Moskau wechselte. In der Saison 2005/06 lief der Linksschütze für den Mora IK in der schwedischen Elitserien auf. Die folgende Spielzeit begann er bei Kärpät Oulu in der finnischen SM-liiga und beendete sie erneut in Schweden, diesmal jedoch beim Färjestad BK, mit dem er das Playoff-Halbfinale erreichte. Für die Saison 2007/08 wurde der zweifache Olympiateilnehmer vom russischen Spitzenverein HK Lada Toljatti verpflichtet. Diesen verließ er allerdings bereits nach nur zehn Saisonspielen schon wieder und schloss sich für den Rest der Spielzeit dem schwedischen Vertreter MODO Hockey an. In der Saison 2008/09 stürmter Tribunvocs für Dinamo Riga in der neu gegründeten Kontinentalen Hockey-Liga. Für die Letten erzielte er in 38 Spielen zwei Tore und bereitete weitere sieben Treffer vor, ehe er sich kurz vor Saisonende dem schwedischen Elitserien-Teilnehmer Skellefteå AIK anschloss. 
Zur Saison 2009/10 erhielt Tribuncovs einen Vertrag beim amtierenden tschechischen Meister HC Energie Karlovy Vary, mit dem er nach einer enttäuschenden Extraliga-Spielzeit nur knapp den Abstieg in die zweitklassige 1. Liga verhindern konnte. In jener 1. Liga lief er als Leihspieler für den KLH Chomutov in zwei Spielen auf. Die Saison 2010/11 begann er in der lettischen Eishockeyliga beim HK Concept Riga und spielte parallel für den lettischen Zweitligisten HK Kurbads. Im Dezember 2010 entschloss er sich allerdings seine Profikarriere fortzusetzen und entschied sich zu einem Wechsel zum HK Homel aus der belarussischen Extraliga.

### International
Für Lettland nahm Tribuncovs im Juniorenbereich an den U18-Junioren-C-Europameisterschaften 1993 und 1994 sowie der U20-Junioren-C1-Weltmeisterschaft 1995 teil. Im Seniorenbereich nahm er für Lettland an den A-Weltmeisterschaften 1998, 1999, 2000, 2001, 2002, 2003, 2004, 2005, 2006 und 2007 teil. Zudem stand er im Aufgebot seines Landes bei den Olympischen Winterspielen 2002 in Salt Lake City und 2006 in Turin.

## Erfolge und Auszeichnungen
- 1993 Lettischer Meister mit Pārdaugava Riga

## Statistik
(Stand: Ende der Saison 2010/11)